# TortoiseGit
TortoiseGit é um cliente de controle de revisão do Git, implementado como uma extensão do Windows Shell e baseado no TortoiseSVN. Com código aberto, está licenciado sob GNU General Public License.
No Windows Explorer, além de mostrar itens de menu de contexto para comandos do Git, TortoiseGit fornece sobreposições de ícones que indicam o status das árvores e arquivos de trabalho do Git.
Ele também vem com o utilitário TortoiseGitMerge para comparar visualmente dois arquivos e resolver conflitos.